# Френд, Ричард
Сэр Ричард Френд (англ. Richard Friend; род. 18 января 1953, Лондон, Великобритания) — английский физик. Специалист в области оптоэлектроники, в том числе известен работами в области полимерной электроники (включая полимерные светодиоды PLED) .

## Карьера
С 1977 года работает в Кембриджском университете. В 1979 году защитил диссертацию на степень доктора философии. Сооснователь компаний Cambridge Display Technology (1992), Plastic Logic (2000), Eight-19 (2010)  .

## Почётные звания
- член Лондонского королевского общества (1993) [8].
- действительный член Королевской инженерной академии наук Великобритании (2002)
- Рыцарь-бакалавр (2003)

## Награды
- Премия «Еврофизика» (1996)
- Медаль Румфорда (1998)
- Silver Medal (2002) [9]
- MacRobert Award (2002) [10]
- Премия Декарта (2003) [11]
- Медаль Фарадея (2003)
- Кельвиновская лекция (2004)
- Международная премия короля Фейсала (2009)
- призёр премии Технология тысячелетия (2010)
- Премия Харви (2011)
- Медаль Исаака Ньютона (2024)